# هرمیون ۱۲۱

نمای تلسکوپی از سیارک هرمیون ۱۲۱ - دسامبر ۲۰۰۳

سیارک ۱۲۱ (به انگلیسی: 121 Hermione) صد و بیست و یکمین سیارک کشف شده‌است که در ۱۲ مه ۱۸۷۲ کشف شد.
قدر مطلق سیارک برابر ۷٫۳۱ است.